# Tirelire, combines et cie
Pour plus de détails, voir Fiche technique et Distribution.
Tirelire, combines et cie est un film québécois réalisé par Jean Beaudry, sorti en 1992. Il fait partie de la série de films pour la jeunesse Contes pour tous produits par Rock Demers (Conte pour tous #13).

## Synopsis
Charles, un gamin de 12 ans qui a le sens des affaires, engage des plus petits pour diverses besognes que lui confient les gens de son quartier, tandis qu'il empoche les profits. Son meilleur ami et partenaire, Benoît, s'occupe quant à lui de la publicité et de la gestion pour s'assurer une clientèle fidèle. Il veut du même coup aider son père, qui l'élève seul. Nos deux hommes d'affaires contactent Marie, une cinéaste en herbe, pour réaliser un message publicitaire qui donnera d'excellents résultats. L'agence grandit, mais ses deux patrons ne s'entendent pas toujours sur le meilleur mode de gestion... 

## Fiche technique
Source : IMDb et Films du Québec
- Titre original : Tirelire, combines et cie
- Réalisation : Jean Beaudry
- Scénario : Jacques A. Desjardins
- Musique : Robert Marcel Lepage
- Direction artistique : Vianney Gauthier
- Costumes : Gaétanne Lévesque
- Maquillage : Lucille Demers
- Coiffure : Réjean Forget
- Photographie : Éric Cayla
- Son : Serge Beauchemin, Claude Langlois, Michel Descombes, Luc Boudrias
- Montage : Hélène Girard
- Production : Rock Demers
- Société de production : Les Productions La Fête
- Société de distribution : Prima Films
- Budget : 2,3 millions $ CA
- Pays de production :  Canada
- Tournage : 15 juillet au 6 octobre 1991 à Montréal
- Langue originale : français
- Format : couleur — son Dolby numérique
- Genre : film d'aventures, film pour la jeunesse
- Durée : 89 minutes
- Dates de sortie :
  - Canada : 29 juin 1992 (première à la Maison du cinéma à Sherbrooke)[3]
  - Canada : 3 juillet 1992 (sortie en salle au Québec)
- Classification :
  - Québec : Visa général[4]

## Distribution
- Vincent Bolduc : Benoît
- Pierre-Luc Brillant : Charles
- Delphine Piperni : Marie
- Alexandra Laverdière : Chloé
- Mathieu Lachapelle : Julien
- Maxime Collin : Christian
- Pierre-Paul Daunais : Louis
- Denis Bouchard : père de Benoït
- Dorothée Berryman : mère de Charles
- Normand Chouinard : père de Charles
- Johanne Marie Tremblay : Jacqueline, la tante de Charles
- Jean-Louis Roux : prêteur sur gages
- Pierrette Robitaille : Mme Cadieux
- Marc-André Coallier : journaliste
- Luc Proulx : M. Morin
- Jean-Pierre Masson : M. Poitras
- Rock Demers : homme trempé
- Éric Gaudry : huissier
- Khanh Hua : épicier
- Michel Mongeau : père de Marie